# Frontière entre la France et le Royaume-Uni
La France a une frontière avec le Royaume-Uni ainsi qu'avec certains territoires britanniques d'outre-mer. La frontière souterraine dans le tunnel sous la Manche, définie par le traité de Cantorbéry, est la seule à ne pas être une frontière maritime.

## Généralités
En Europe, la frontière entre les deux pays est située dans la mer du Nord, la Manche et l'océan Atlantique.
Dans les Antilles, des accords séparent les zones économiques exclusives :
- entre l'île de Montserrat (sous dépendance du Royaume-Uni) et l'archipel français de la Guadeloupe ;
- entre Anguilla (britannique) d'une part, et Saint-Barthélémy et Saint-Martin (françaises) d'autre part.

Dans l'océan Pacifique, la zone économique exclusive de la Polynésie française est limitée à l'est par celle des îles Pitcairn.

## Délimitation en Europe
En Europe, la limite maritime entre la France métropolitaine et le Royaume-Uni s'étend entre les deux pays dans l'océan Atlantique, la Manche et la mer du Nord. Elle est définie par plusieurs traités et arbitrages internationaux, en 1977, 1978, 1982, 1988 et 1991.
À l'ouest du méridien de longitude 0°30' ouest, la limite est définie jusqu'à l'isobathe 1 000 m par deux arbitrages rendus le 30 juin 1977 et le 14 mars 1978.
1. 50° 07′ 29″ N, 0° 30′ 00″ O (point A)
2. 50° 08′ 27″ N, 1° 00′ 00″ O (point B)
3. 50° 09′ 15″ N, 1° 30′ 00″ O (point C)
4. 50° 09′ 14″ N, 2° 03′ 26″ O (point D)
5. 49° 57′ 50″ N, 2° 48′ 24″ O (point D1)
6. 49° 46′ 30″ N, 2° 56′ 30″ O (point D2)
7. 49° 38′ 30″ N, 3° 21′ 00″ O (point D3)
8. 49° 33′ 12″ N, 3° 34′ 50″ O (point D4)
9. 49° 32′ 42″ N, 3° 42′ 44″ O (point E)
10. 49° 32′ 08″ N, 3° 55′ 47″ O (point F)
11. 49° 27′ 40″ N, 4° 17′ 54″ O (point F1)
12. 49° 27′ 23″ N, 4° 21′ 46″ O (point G)
13. 49° 23′ 14″ N, 4° 32′ 39″ O (point H)
14. 49° 14′ 28″ N, 5° 11′ 00″ O (point I)
15. 49° 13′ 22″ N, 5° 18′ 00″ O (point J)
16. 49° 13′ 00″ N, 5° 20′ 40″ O (point K)
17. 49° 12′ 10″ N, 5° 40′ 30″ O (point L)
18. 49° 12′ 00″ N, 5° 41′ 30″ O (point M)
19. 48° 06′ 00″ N, 9° 36′ 30″ O (point N)

À l'est de ce méridien, deux traités successifs ont précisé 14 segments, définis par 15 points. Les 14 points occidentaux ont été explicités par un traité signé à Londres le 24 juin 1982. Le 15e point correspond au tripoint entre Belgique, France et Royaume-Uni et a été défini par le traité signé à Londres le 23 juillet 1991. Ce dernier traité a également corrigé les coordonnées des 13e et 14e points du traité précédent. Sur cette partie, la frontière est définie de la façon suivante :
1. 50° 07′ 29″ N, 0° 30′ 00″ O
2. 50° 13′ 13″ N, 0° 15′ 30″ O
3. 50° 14′ 12″ N, 0° 02′ 14″ E
4. 50° 19′ 41″ N, 0° 36′ 12″ E
5. 50° 23′ 22″ N, 0° 46′ 39″ E
6. 50° 38′ 38″ N, 1° 07′ 26″ E
7. 50° 47′ 50″ N, 1° 15′ 28″ E
8. 50° 53′ 47″ N, 1° 16′ 58″ E
9. 50° 57′ 00″ N, 1° 21′ 25″ E
10. 51° 02′ 19″ N, 1° 32′ 53″ E
11. 51° 05′ 58″ N, 1° 43′ 31″ E
12. 51° 14′ 27″ N, 1° 57′ 18″ E
13. 51° 20′ 11″ N, 2° 02′ 18″ E
14. 51° 30′ 14″ N, 2° 07′ 18″ E
15. 51° 33′ 28″ N, 2° 14′ 18″ E

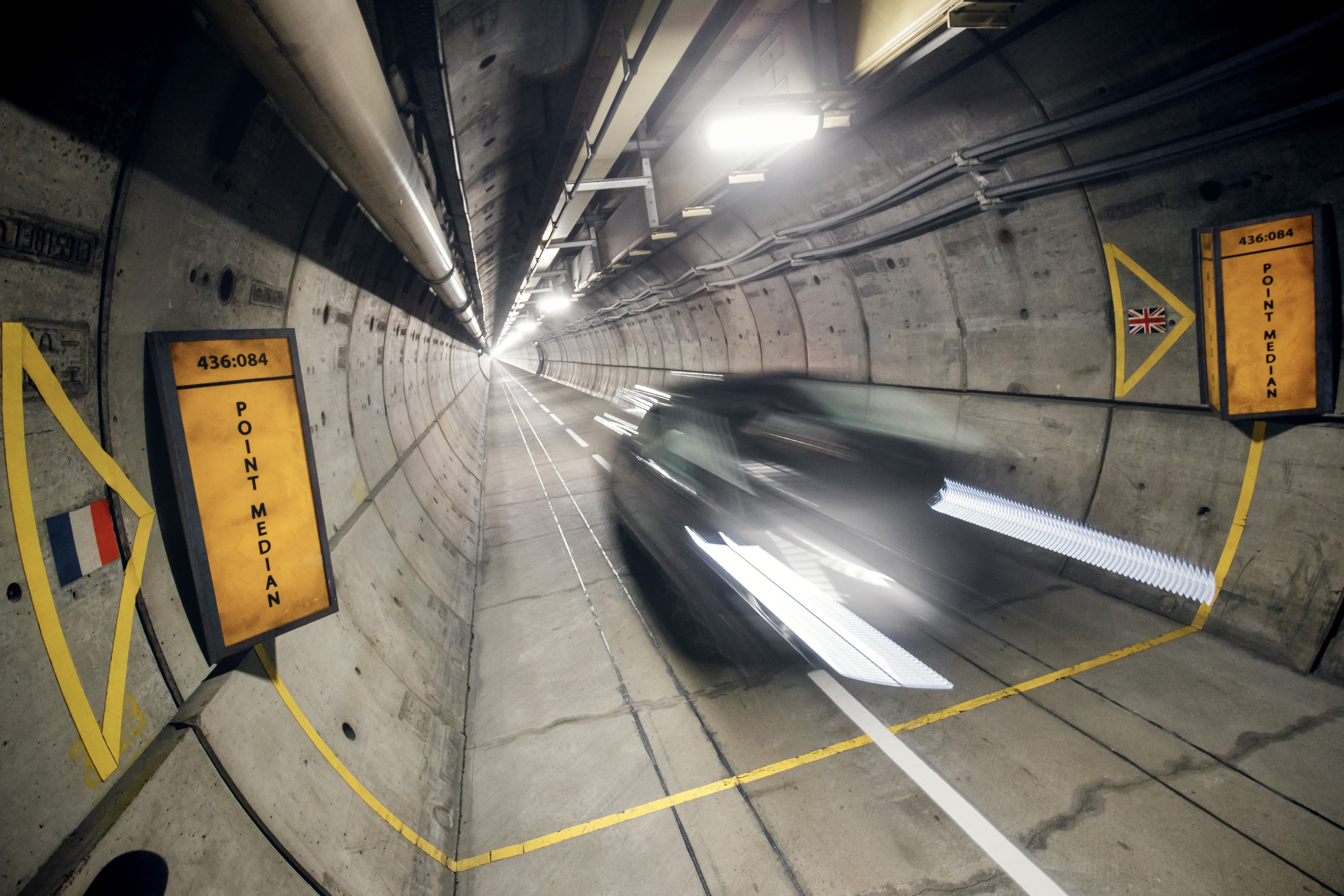
Point médian dans le tunnel de service du tunnel sous la Manche.

Par ailleurs, l'article 3 du traité de Cantorbéry, signé entre les deux pays le 12 février 1986, définit une frontière souterraine dans le tunnel sous la Manche, constituée par la projection verticale de la frontière maritime définie dans l'accord du 24 juin 1982 (entre les points 9 et 10). Cependant, le traité du Touquet de 2003 fixe le contrôle du passage de cette frontière à Calais.
Le passage de la Déroute sert de frontière entre la France et les îles Anglo-Normandes, qui ne font pas partie du Royaume-Uni. Ces dernières sont enclavées au sein de la ZEE française.

## Délimitation aux Antilles
Dans les Antilles, les limites maritimes entre les territoires britanniques et français sont définies par deux traités signés à Londres le 27 juin 1996, et effectifs à partir du 15 janvier 1997 après leur ratification par les deux pays,.
Du côté de Saint-Martin et de Saint-Barthélemy, un accord sous forme d'échange de notes vient préciser le 4 mars 2021 les coordonnées du point de trijonction entre les zones maritimes de la France, du Royaume-Uni et d'Antigua-et-Barbuda.

### Anguilla - Saint-Martin / Saint-Barthélémy
Le premier de ces deux traités délimite la frontière entre le territoire britannique d'Anguilla et les collectivités françaises de Saint-Martin et Saint-Barthélemy. Il s'agit d'une ligne équidistante simplifiée qui s'étend d'ouest en est depuis le tripoint avec les Antilles néerlandaises jusqu'à celui avec Antigua-et-Barbuda. Cette ligne est constituée de sept segments, définis par huit points :
1. 17° 57′ 35″ N, 63° 36′ 57″ O
2. 18° 02′ 03″ N, 63° 28′ 26″ O
3. 18° 05′ 53″ N, 63° 12′ 34″ O
4. 18° 10′ 51″ N, 62° 56′ 55″ O
5. 18° 11′ 25″ N, 62° 52′ 35″ O
6. 18° 09′ 21″ N, 62° 44′ 22″ O
7. 18° 13′ 19″ N, 62° 29′ 46″ O
8. 18° 18′ 29″ N, 62° 13′ 59″ O

L’accord entré en vigueur le 4 mars 2021, et qui tient compte de celui fixant la frontière entre Antigua-et-Barbuda et la France, établit le point de partage entre les trois États au point de coordonnées 18° 18′ 36,1″ N, 62° 13′ 37,3″ O. La délimitation maritime entre la France et le Royaume-Uni du point 8 ci-dessus au point de rencontre des trois frontières est une ligne géodésique.

### Carte des frontières maritimes dans les Caraïbes

Délimitations des frontières maritimes dans les États et territoires des Caraïbes.

### Guadeloupe - Montserrat
Le deuxième traité délimite la frontière entre le territoire britannique de Montserrat et le département français de la Guadeloupe. Là encore, il s'agit d'une ligne équidistante simplifiée qui s'étend d'ouest en est depuis le tripoint avec le Venezuela jusqu'à celui avec Antigua-et-Barbuda. Cette ligne est constituée de quatre segments, définis par cinq points :
1. 15° 50′ 31″ N, 62° 48′ 50″ O
2. 15° 56′ 54″ N, 62° 38′ 58″ O
3. 16° 07′ 41″ N, 62° 24′ 19″ O
4. 16° 25′ 52″ N, 62° 03′ 10″ O
5. 16° 39′ 28″ N, 61° 51′ 04″ O

## Délimitation dans l'Océan Pacifique
Dans l'océan Pacifique, les limites des zones économiques exclusives entre les îles Tuamotu (Polynésie française) et les îles Pitcairn sont délimitées par le traité signé à Paris le 25 octobre 1983. Il définit une frontière globalement nord-sud constituée de cinq segments caractérisés par six points :
- V1 : 26° 34′ 05″ S, 133° 25′ 29″ O
- V2 : 25° 40′ 40″ S, 132° 59′ 32″ O
- V3 : 24° 04′ 08″ S, 132° 41′ 11″ O
- V4 : 22° 22′ 55″ S, 132° 23′ 23″ O
- V5 : 21° 03′ 05″ S, 132° 08′ 37″ O
- V6 : 20° 45′ 54″ S, 131° 58′ 43″ O